# Alfred Potoczek
Alfred Jan Potoczek (ur. 5 lutego 1929 w Wesołowie, zm. 24 stycznia 2010 w Nowym Sączu) – polski działacz komunistyczny, poseł na Sejm PRL V kadencji.

## Życiorys
Syn Józefa i Antoniny. Uzyskał wykształcenie średnie, był pracownikiem umysłowym. W 1946 wstąpił do Ochotniczej Rezerwy Milicji Obywatelskiej. W latach 1954–1957 był słuchaczem Szkoły Partyjnej KC PZPR w Warszawie. W kwietniu 1958 został I sekretarzem Komitetu Powiatowego Polskiej Zjednoczonej Partii Robotniczej w Nowym Targu, a w lutym 1968 KP w Nowym Sączu (był nim do maja 1972). W 1969 uzyskał mandat posła na Sejm PRL w okręgu Nowy Sącz, zasiadał w Komisji Spraw Wewnętrznych oraz w Komisji Zdrowia i Kultury Fizycznej. W styczniu 1980 został wiceprzewodniczącym Wojewódzkiej Komisji Rewizyjnej PZPR w Nowym Sączu. Był też kierownikiem Wydziału Administracyjnego tamtejszego Komitetu Wojewódzkiego partii. Później pełnił funkcję dyrektora uzdrowisk Krynica-Żegiestów.
Odznaczony Złotym Krzyżem Zasługi oraz Odznaką 1000-lecia Państwa Polskiego. Pochowany na Cmentarzu Komunalnym w Nowym Sączu.